# Alpen-Säuerling
Der Alpen-Säuerling (Oxyria digyna), auch einfach nur Säuerling genannt, ist eine Pflanzenart aus der Gattung der Säuerlinge (Oxyria) innerhalb der Familie der Knöterichgewächse (Polygonaceae).

## Beschreibung

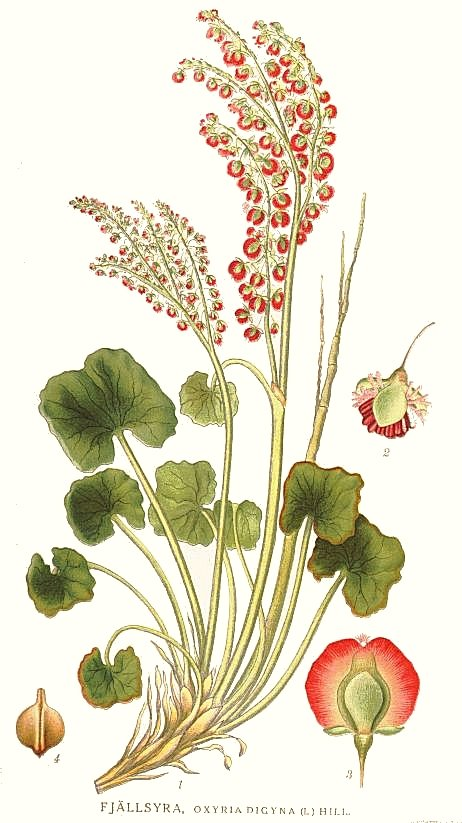
Illustration

### Vegetative Merkmale
Der Alpen-Säuerling wächst als ausdauernde krautige Pflanze und erreicht Wuchshöhen von 5 bis 30 Zentimetern. Sie bildet ein mit einem Durchmesser von 5 bis 10 Millimetern gedrungenes Rhizom als Überdauerungsorgan. Sie bildet einen bogig aufsteigenden bis aufrechten, einfachen, meist blattlosen und meist kahlen Stängel.
Die meist grundständigen Laubblätter sind in Blattstiel und Blattspreite gegliedert. Der Blattstiel ist mit 3 bis 12 Zentimetern sehr lang. Die mit 1,5 bis 3 × 2 bis 4 Zentimetern breiter als lange Blattspreite ist mehr oder weniger nierenförmig, fast radiärsnervig, am Rand glatt oder leicht wellig. Die Laubblätter schmecken säuerlich, daher der Trivialname.

### Generative Merkmale
Die Blütezeit reicht hauptsächlich von Juli bis August. Zwei bis fünf Blüten hängen in Quirlen in endständigen, einfachen oder verzweigten Blütenständen. Die Tragblätter sind häutig. Die Blüten sind zwittrig. Oxyria digyna besitzt vier (bei Rumex sechs) grünliche oder rosafarbene Blütenhüllblätter, die beiden äußeren sind länglich und abstehend, die inneren viel größer und der Frucht anliegend. 
Die anfangs grüne und später blutrote Frucht ist mit einem Durchmesser von 4 bis 6 Millimetern linsenförmig mit breiten, häutigen, rosafarbenen Flügeln an den Rändern. Die Früchte reifen von Juli bis November.
Die Chromosomenzahl beträgt 2n = 14, 42.

## Vorkommen

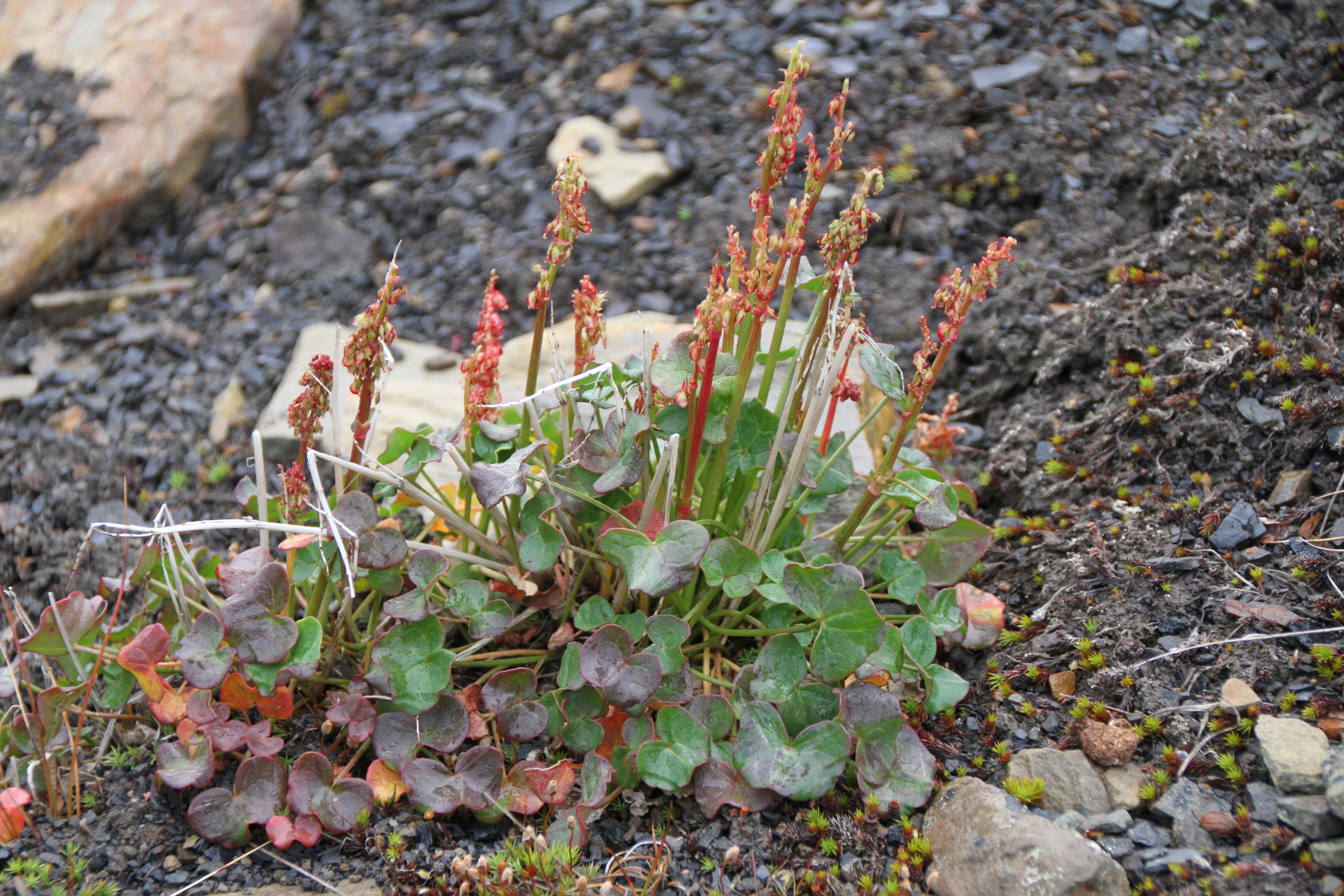
Alpen-Säuerling auf Spitzbergen

Das Verbreitungsgebiet des Alpen-Säuerlings umfasst die Gebirge Europas, Asiens südwärts bis in den Himalaya (Indien, Pakistan und Bhutan) und Nordamerikas. Außerdem kommt er in der Arktis vor, einschließlich Grönlands. 
Der Alpen-Säuerling ist in den Alpen vor allem in den zentralen Ketten sowie den Pyrenäen, Karpaten bis Asien und in der arktischen Region verbreitet. In Österreich kommt er zerstreut vor in Kärnten, Steiermark, Tirol und Vorarlberg, dort ist Oxyria digyna die einzige Art der Gattung Oxyria.
Der Alpen-Säuerling gilt als Pionierpflanze. Er gedeiht am besten auf kalkarmen, aber basenreichen, frischen, offenen, bewegten schieferigen Steinschuttböden oder auf Moränenschutt. Er wächst in Schneetälchen und Felsschutt in Höhenlagen von 1700 bis 3400 Metern. In den Allgäuer Alpen steigt er von der Mittleren Schochen-Alp im Tiroler Teil mit 1620 Metern bis zu einer Höhenlage von 2300 Metern auf.
Er ist eine Charakterart des Oxyrietum aus dem Verband Androsacion alpinae, kommt aber auch in Pflanzengesellschaften der Klasse Salicetea herbaceae vor.
Die ökologischen Zeigerwerte nach Landolt & al. 2010 sind in der Schweiz: Feuchtezahl F = 3+ (feucht), Lichtzahl L = 5 (sehr hell), Reaktionszahl R = 4 (neutral bis basisch), Temperaturzahl T = 1 (alpin und nival), Nährstoffzahl N = 2 (nährstoffarm), Kontinentalitätszahl K = 2 (subozeanisch).